# Liste der Biografien/Rost
Liste der Biografien |
Portal Biografien |
Personensuche
# |
A |
B |
C |
D |
E |
F |
G |
H |
I |
J |
K |
L |
M |
N |
O |
P |
Q |
R |
S |
T |
U |
V |
W |
X |
Y |
Z |
?
 
Ra |
Rb |
Rd |
Re |
Rh |
Ri |
Rj |
Rk |
Rl |
Rm |
Rn |
Ro |
Rr |
Rs |
Rt |
Ru |
Rv |
Rw |
Rx |
Ry |
Rz
 
Roa |
Rob |
Roc |
Rod |
Roe |
Rof |
Rog |
Roh |
Roi |
Roj |
Rok |
Rol |
Rom |
Ron |
Roo |
Rop |
Roq |
Ror |
Ros |
Rot |
Rou |
Rov |
Row |
Rox |
Roy |
Roz 
 
Rosa |
Rosb |
Rosc |
Rosd |
Rose |
Rosh |
Rosi |
Rosj |
Rosk |
Rosl |
Rosm |
Rosn |
Roso |
Rosp |
Rosq |
Ross |
Rost |
Rosu |
Rosv |
Rosw |
Rosy |
Rosz 
Die Liste der Biografien führt alle Personen auf, die in der deutschsprachigen Wikipedia einen Artikel haben. Dieses ist eine Teilliste mit 199 Einträgen von Personen, deren Namen mit den Buchstaben „Rost“ beginnt.

## Rost
- Rost van Tonningen, Florentine (1914–2007), niederländische rechtsextreme Aktivistin und LeitfigurFlorentine Rost van Tonningen (1914–2007)

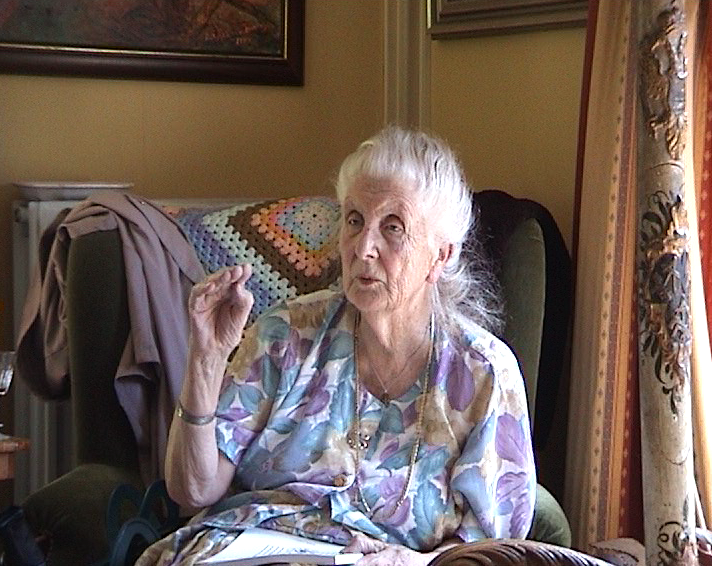
Florentine Rost van Tonningen (1914–2007)

- Rost van Tonningen, Meinoud (1894–1945), niederländischer Nationalsozialist
- Rost, Alexander (1816–1875), deutscher Schriftsteller
- Rost, Andrea (* 1962), ungarische Opernsängerin (Sopran)
- Rost, Annemarie (1924–2018), deutsche Bühnenbildnerin (DDR)
- Rost, Armin (* 1943), deutscher Urologe
- Rost, Arno (1919–2005), deutscher Zahnarzt, Homöopath und Hochschullehrer
- Rost, Barbara (1939–1975), deutsche Schauspielerin
- Rost, Benjamin (* 1987), deutscher Filmregisseur und Drehbuchautor
- Rost, Burkhard (* 1961), deutscher Bioinformatiker
- Rost, Carl Christian Heinrich (1742–1798), Kunstschriftsteller und Kunsthändler- bzw. Produzent
- Rost, Carsten (* 1962), deutscher Fußballspieler
- Rost, Christian (1925–1993), deutscher Bildhauer
- Rost, Christian Friedrich (1817–1897), deutscher Parlamentarier und Gutsbesitzer im Fürstentum Reuß älterer Linie
- Rost, Christina (* 1952), deutsche Handballspielerin
- Rost, Christine (* 1958), deutsche Ärztin
- Rost, Christoph Jeremias (1718–1790), deutscher Philologe und Pädagoge
- Rost, Cornelius (1919–1983), deutscher Soldat
- Rost, Dankwart (1926–2021), deutscher Historiker und Werbefachmann
- Rost, Detlef (* 1945), deutscher Pädagogischer Psychologe und Hochschullehrer
- Rost, Dietmar (1939–1996), deutscher Lehrer und Autor
- Rost, Erich (* 1919), deutscher LDPD-Funktionär, MdV, stellvertretender Finanzminister der DDR
- Rost, Erika (* 1944), deutsche Leichtathletin
- Rost, Eugen (1870–1953), deutscher Pharmakologe und Mediziner
- Rost, Florian, deutscher Meteorologe und Wettermoderator
- Rost, Frank (* 1973), deutscher Fußballtorwart, -trainer und HandballfunktionärFrank Rost (* 1973)

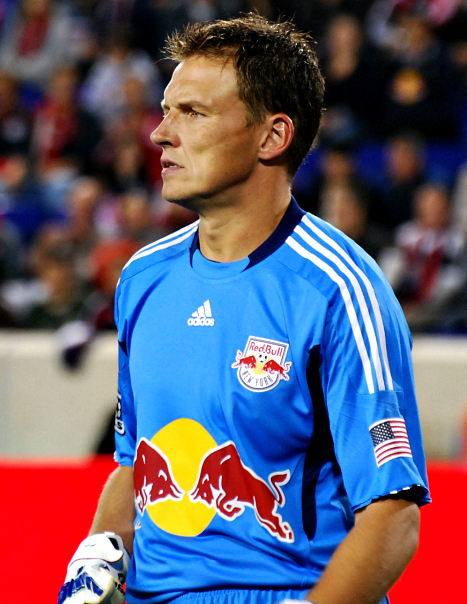
Frank Rost (* 1973)

- Rost, Franz († 1696), deutscher Geistlicher, Musikkopist und Komponist
- Rost, Franz (1884–1935), deutscher Chirurg und Hochschullehrer
- Rost, Franz (1911–1988), deutscher Mineraloge und Hochschullehrer
- Rost, Franz Dionys von (1716–1793), Bischof von Chur
- Rost, Friedhelm (1944–2022), deutscher Jurist, Richter am Bundesarbeitsgericht
- Rost, Friedrich Wilhelm Ehrenfried (1768–1835), deutscher Lehrer, Philosoph und Dichter
- Rost, Gabriele (* 1948), deutsche Politikerin (CDU), MdA
- Rost, Georg (1870–1958), deutscher Mathematiker
- Rost, Georg Alexander (1877–1970), deutscher Dermatologe und Marinearzt
- Rost, Gerhard (1922–2003), deutscher Geistlicher, Bischof der Selbständigen Evangelisch-lutherischen Kirche (SELK) und Hochschullehrer
- Rost, Gitta (* 1943), deutsche Badmintonspielerin
- Rost, Gottfried (1931–2000), deutscher Bibliothekar
- Rost, Gunther (* 1974), deutscher Konzertorganist und Professor für Orgel
- Rost, Hans (1877–1970), deutscher Journalist und Suizidforscher
- Rost, Hans Günter (1904–1997), deutscher Konstrukteur
- Rost, Hans-Günther von (1894–1945), deutscher Generalleutnant im Zweiten Weltkrieg
- Rost, Hansfrieder (* 1909), deutscher Ministerialbeamter
- Rost, Harald (* 1933), deutscher Wirtschaftsfunktionär und Politiker (SED)
- Rost, Heinrich (1795–1855), Autor und Syndikus des Klosters Uetersen
- Rost, Heinz (1921–1957), deutscher Politiker (SPD), MdL
- Rost, Hendrik (* 1969), deutscher Schriftsteller
- Rost, Hermann (1822–1896), deutscher Buchhändler und Verleger
- Rost, Hugo (1904–1965), deutscher Röntgentechniker und Medizintechniker
- Rost, Jan-Michael (* 1961), deutscher theoretischer Physiker
- Rost, Johann Christoph (1717–1765), deutscher Dichter
- Rost, Johann Joachim (1726–1791), russischer Mathematiker, Physiker und Hochschullehrer
- Rost, Johann Leonhard (1688–1727), deutscher Dichter und Astronom
- Rost, Johann Wilhelm (1797–1855), deutscher Landrichter und Heimatkundler
- Rost, Joseph Benedikt von (1696–1754), Bischof von Chur
- Rost, Jürgen, deutscher Handballspieler und -trainer
- Rost, Jürgen (1952–2017), deutscher Psychologe
- Rost, Kajetan (1748–1804), deutscher Abt und Hochschullehrer
- Rost, Karl (1902–1950), deutscher Politiker (KPD), MdL (Volksstaat Hessen)
- Rost, Karlheinz (* 1945), deutscher Handballspieler, Handballtrainer
- Rost, Katja (* 1976), deutsche Soziologin und Wirtschaftswissenschaftlerin
- Rost, Klaus, deutscher Sportwissenschaftler, Hochschullehrer
- Rost, Klaus (1940–2023), deutscher Ringer
- Rost, Leo (1934–2010), deutscher Fußballspieler
- Rost, Leonhard (1896–1979), deutscher Alttestamentler
- Rost, Leopold (1842–1913), österreichischer Ordensgeistlicher, Abt des Schottenstiftes
- Rost, Luis Immanuel (* 2004), deutscher Schauspieler
- Rost, Maria Christina (* 1975), deutsche Juristin
- Rost, Maria Sophia (1761–1844), Kindsmörderin
- Rost, Markus (* 1958), deutscher Mathematiker
- Rost, Martin (* 1962), deutscher Buchautor, Mitarbeiter beim Unabhängigen Landeszentrum für Datenschutz Schleswig-Holstein (ULD)
- Rost, Martin (* 1963), deutscher Organist
- Rost, Maurice (1886–1958), französischer Autorennfahrer und Flieger
- Rost, Maurus (1632–1706), deutscher Benediktiner-Abt und Historiker
- Rost, Monika (* 1943), deutsche Gitarristin und Hochschullehrerin
- Rost, Nico (1896–1967), niederländischer Schriftsteller, Journalist und AntifaschistNico Rost (1896–1967)

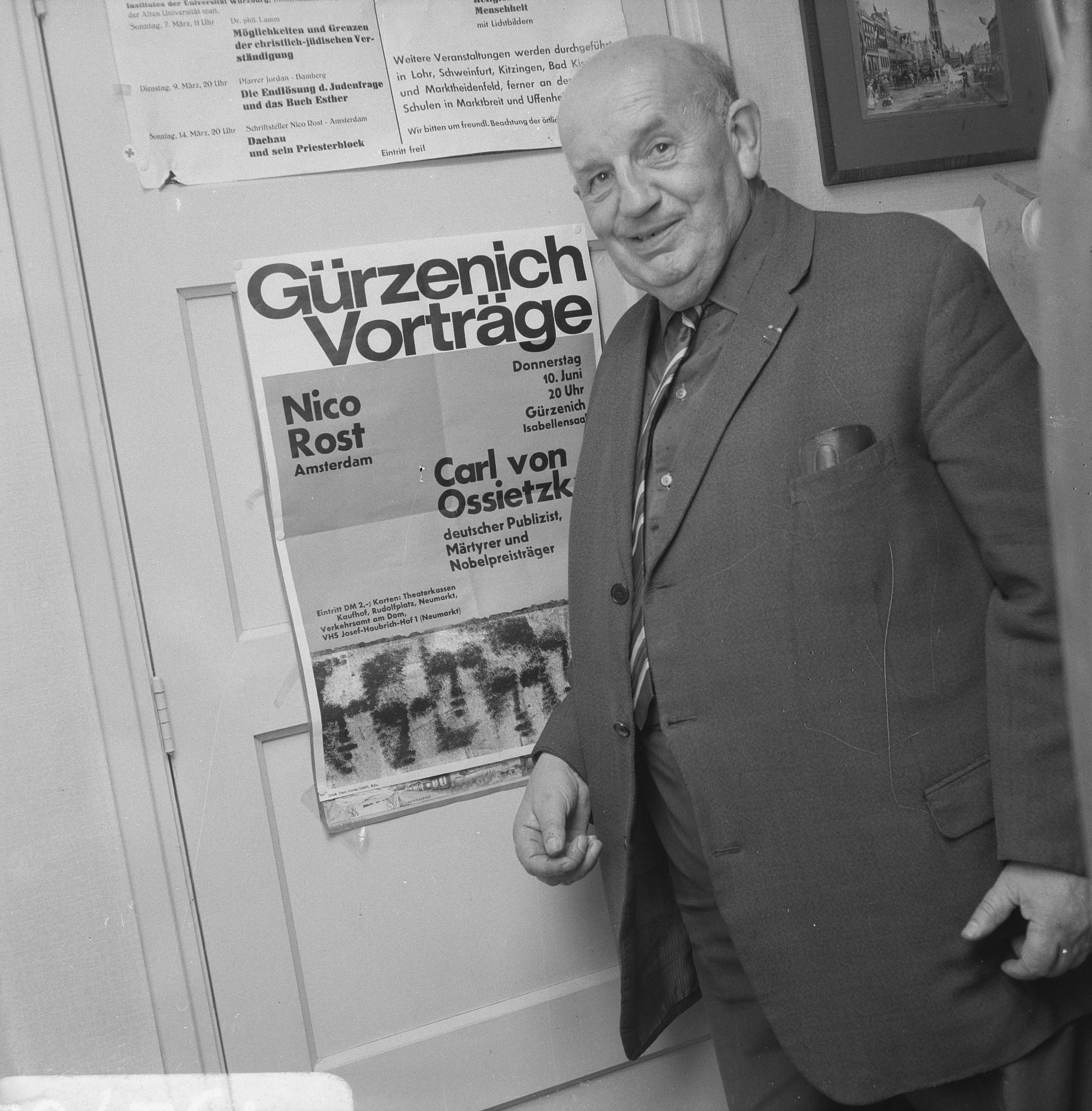
Nico Rost (1896–1967)

- Rost, Nicola, deutsche Sängerin, Musikproduzentin
- Rost, Nikolaus († 1622), deutscher Kantor, Komponist und Theologe
- Rost, Otto (1887–1970), deutscher Bildhauer und Hochschullehrer
- Rost, Paul (1904–1984), deutscher Polizeibeamter, verantwortlich für Massenmorde an Behinderten und Juden im Nationalsozialismus
- Rost, Peter (1930–2022), britischer Politiker (Konservative Partei), Mitglied des House of Commons
- Rost, Peter (* 1951), deutscher Handballspieler, -trainer, -funktionär
- Rost, Reinhold (1822–1896), englischer Orientalist und Bibliothekar deutscher Herkunft
- Rost, Richard (1940–1998), deutscher Sportmediziner und Hochschullehrer
- Rost, Rudolf (1921–1981), deutscher Politiker (SED), Leiter des Büros des Ministerrats der DDR
- Rost, Santino (* 1990), deutscher Volleyballspieler
- Rost, Sieghard (1921–2017), deutscher Politiker (CSU), MdL
- Rost, Timo (* 1978), deutscher Fußballspieler
- Rost, Tobias (* 1959), deutscher Bildhauer
- Rost, Ulrich (* 1952), deutscher Badmintonspieler
- Rost, Valentin (1790–1862), deutscher klassischer Philologe und Lexikograf
- Rost, Wilhelm (* 1909), deutscher Genealoge und Sachbuchautor
- Rost, Wolf-Dietrich (* 1952), deutscher Politiker (CDU), MdL
- Rost-Roth, Martina (* 1956), deutsche Germanistin

### Rosta
- Rosta, Miklós (* 1969), ungarischer Handballspieler
- Rosta, Miklós (* 1999), ungarischer Handballspieler
- Røstad, Karoline (* 1995), norwegische Skispringerin
- Rostafiński, Józef (1850–1928), polnischer Botaniker
- Rostagni, Augusto (1892–1961), italienischer Altphilologe
- Rostagni, Jean-Paul (* 1948), französischer Fußballspieler
- Rostagno, Derrick (* 1965), US-amerikanischer Tennisspieler
- Rostain, Claude-François (1916–2015), französischer Botschafter
- Rostaing, Charles (1904–1999), französischer Romanist, Provenzalist und Onomastiker
- Rostaing, Hubert (1918–1990), französischer Klarinettist
- Rostal, Max (1905–1991), britischer Violinist, Bratschist und Pädagoge
- Rostalski, Frauke (* 1985), deutsche Rechtswissenschaftlerin und HochschullehrerinFrauke Rostalski (* 1985)

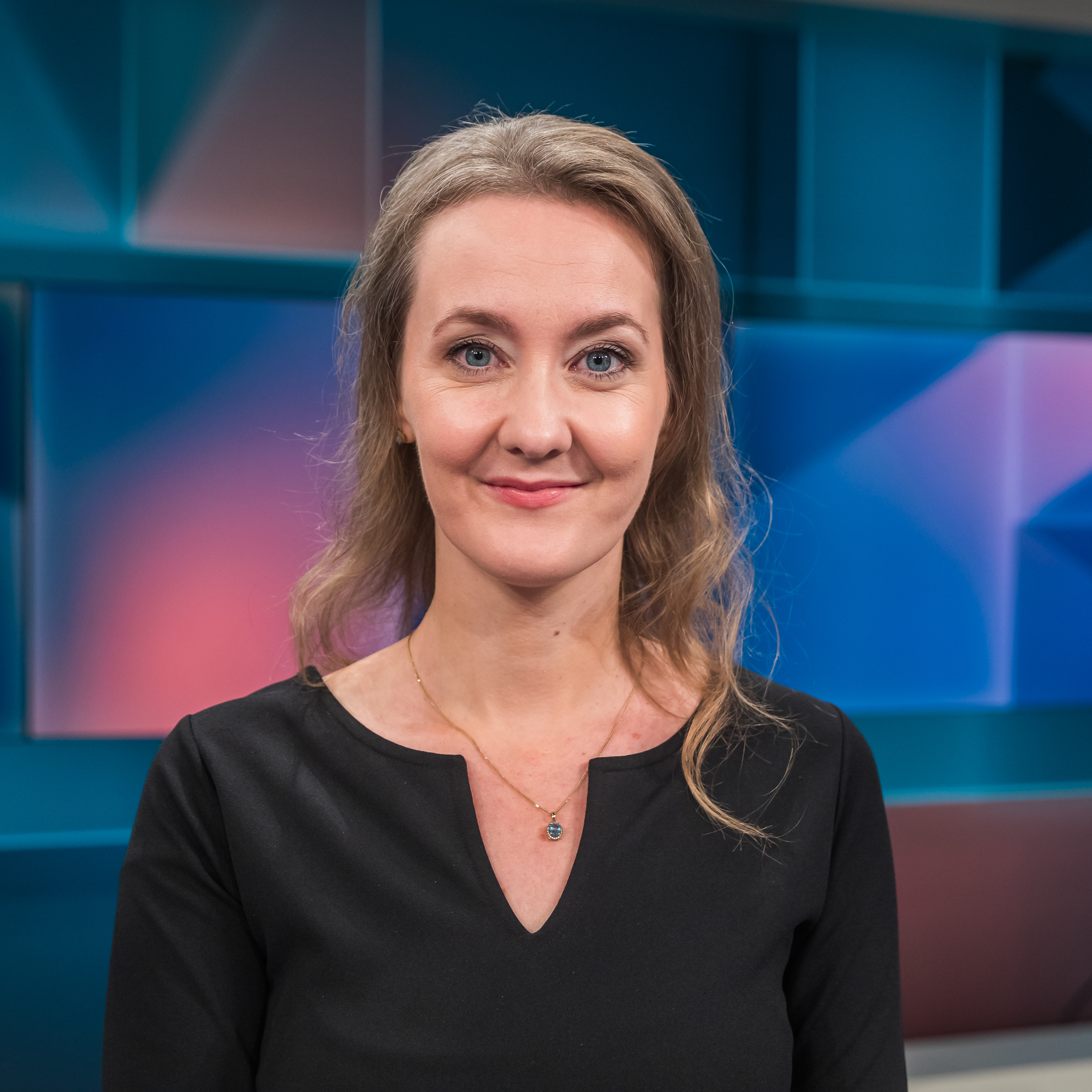
Frauke Rostalski (* 1985)

- Rostam Farrochzād († 636), Reichsfeldherr im Sassanidenreich unter Yazdegerd III.
- Rostami, Kazhal (* 2000), iranische Sprinterin
- Rostami, Kianoush (* 1991), iranischer Gewichtheber
- Rostami, Shahram (* 1948), iranischer Brigadegeneral, Leiter der iranischen Luftwaffe
- Rostami, Yadegar (* 2004), iranischer Fußballspieler
- Rostamkhani, Kaveh (* 1989), Journalist und Dokumentarfotograf
- Rostan, Marc (* 1963), französischer Autorennfahrer
- Rostand, Claude (1912–1970), französischer Musikwissenschaftler, Musikhistoriker, Musikkritiker und Rundfunkmitarbeiter
- Rostand, Edmond (1868–1918), französischer TheaterschriftstellerEdmond Rostand (1868–1918)

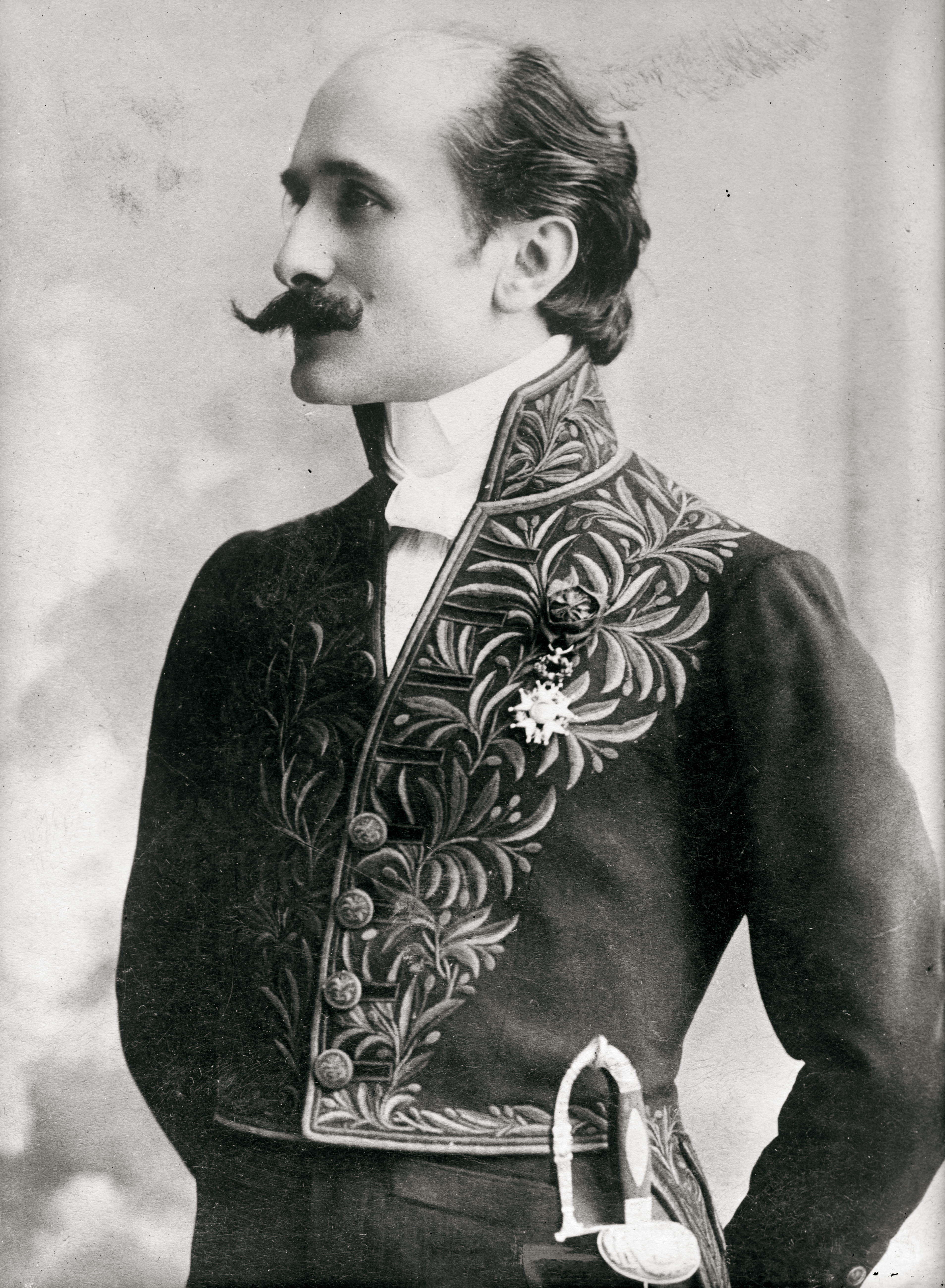
Edmond Rostand (1868–1918)

- Rostand, Jean (1894–1977), französischer Biologe und Schriftsteller
- Rostand, Maurice (1891–1968), französischer Schriftsteller (Romane, Dramen, Lyrik)
- Rostas, Jose-Andrei (* 2008), rumänischer Fußballspieler
- Rostásy, Ferdinand (1932–2018), österreichisch-deutscher Bauingenieur

### Roste
- Rosteck und Goldmannsdorf, Ernst Wentzel von, preußischer Landrat
- Rosteck, Corinna (* 1968), deutsche Künstlerin
- Rosteck, Jens (* 1962), deutscher Schriftsteller und Wissenschaftler
- Rostek, Holger (* 1944), deutscher Tischtennisspieler
- Röstel, Gunda (* 1962), deutsche Politikerin (Bündnis 90/Die Grünen) und Managerin
- Röstel, Richard (* 1872), deutscher Turner
- Rosten, Irwin (1924–2010), US-amerikanischer Filmproduzent, Regisseur und Drehbuchautor
- Rosten, Leo (1908–1997), US-amerikanischer Schriftsteller und Humorist
- Rosten, Norman (1913–1995), US-amerikanischer Schriftsteller
- Rostenberg, Leona (1908–2005), US-amerikanische Buchantiquarin und Historikerin
- Rostenkowski, Dan (1928–2010), US-amerikanischer Politiker (Demokratische Partei)
- Rosterg, August (1870–1945), deutscher Industrieller, Generaldirektor der Wintershall AG
- Rosterg, Wolfgang (1909–1944), deutscher Unteroffizier im Heer der Wehrmacht, zuletzt Feldwebel im Zweiten Weltkrieg, Mordopfer als Nazigegner und angeblicher Verräter
- Rosteuscher, Johann Christoph (1657–1708), deutscher evangelischer Theologe und Philologe

### Rosth
- Rosthorn, Alfons von (1857–1909), österreichischer Gynäkologe
- Rosthorn, Arthur von (1862–1945), österreichischer Sinologe und Diplomat
- Rosthorn, August von (1789–1843), österreichischer Industrieller
- Rosthorn, Franz von (1796–1877), österreichischer Industrieller und Politiker, Landtagsabgeordneter
- Rosthorn, Gustav von (1815–1896), Industrieller und österreichischer Politiker
- Rosthorn, Josef von (1816–1886), österreichischer Industrieller
- Rosthorn, Matthäus der Ältere von (1721–1805), englisch-österreichischer Industrieller
- Rosthorn, Matthäus von der Jüngere (1782–1855), österreichischer Industrieller
- Rosthorn, Oskar von (1857–1930), österreichischer Industrieller
- Rosthorn, Paula von (1873–1967), österreichische Diplomatengattin und Aktivistin während des Boxeraufstandes (1900)
- Rosthorn-Friedmann, Rose von (1864–1919), österreichische Alpinistin

### Rosti
- Rösti, Adolf (* 1947), Schweizer Skirennläufer
- Rösti, Albert (* 1967), Schweizer Politiker (SVP)Albert Rösti (* 1967)

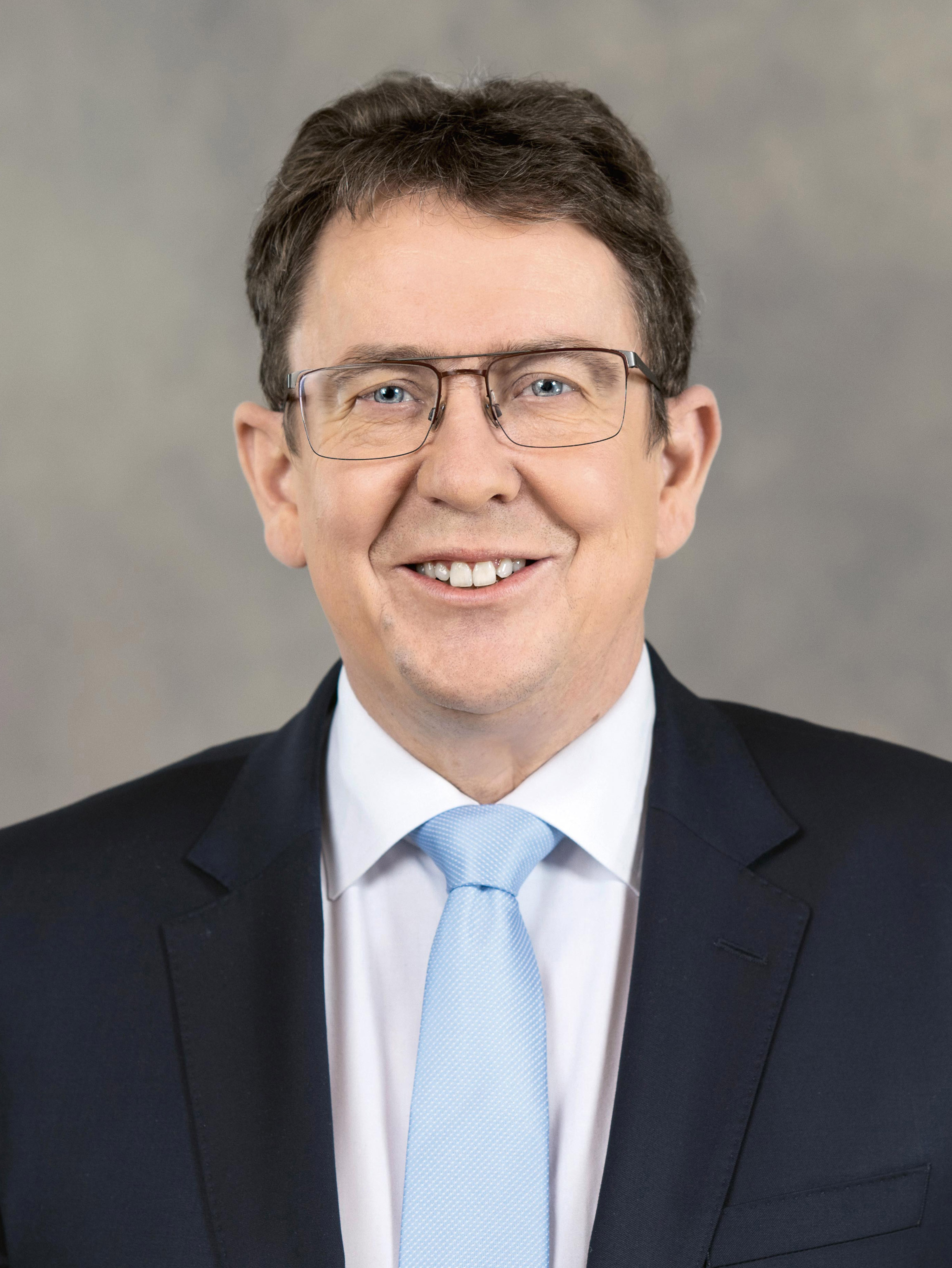
Albert Rösti (* 1967)

- Rösti, Lars (* 1998), Schweizer Skirennfahrer
- Rosti, Vicky (* 1958), finnische Schlagersängerin
- Rostill, John (1942–1973), britischer Musiker
- Rostin, Gerhard (1928–1991), deutscher Redakteur, Journalist, Lektor und Buchautor
- Rosting, Helmer (1893–1945), dänischer Diplomat, Hoher Kommissar in der Freien Stadt Danzig (1921–1923) und Direktor des Dänischen Roten Kreuzes (1939–1945)
- Rostislaw († 1167), Fürst von Smolensk, Fürst von Nowgorod, Großfürst von Kiew
- Rostislaw II. (1172–1218), Großfürst der Kiewer Rus (1204–1206)

### Rostk
- Rostken, Werner von (1852–1924), preußischer Generalleutnant
- Rostkovius, Friedrich Wilhelm (1770–1848), deutscher Arzt, Botaniker und Pilzkundler (Mykologe)
- Rostkowska, Anna (* 1980), polnische Leichtathletin

### Rosto
- Rostock, Clemens (* 1984), deutscher Politiker (Bündnis 90/Die Grünen)
- Rostock, Marlies (* 1960), deutsche Skilangläuferin
- Rostock, Max (1912–1986), deutscher SS-Obersturmführer und Chef des Sicherheitsdienstes in Kladno
- Rostock, Michael (1821–1893), sorbischer Botaniker und Entomologe
- Rostock, Paul (1892–1956), Chirurg und Hochschullehrer, Angeklagter im Nürnberger ÄrzteprozessPaul Rostock (1892–1956)

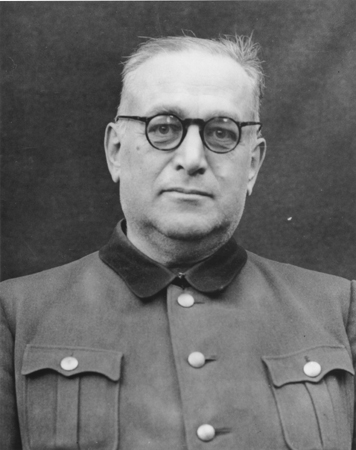
Paul Rostock (1892–1956)

- Rostock, Rudolf (1916–1964), deutscher Kommunalpolitiker und Landrat
- Rostock, Sebastian von (1607–1671), Fürstbischof von Breslau, Oberlandeshauptmann von Schlesien
- Rostoft, Sverre Walter (1912–2001), norwegischer Politiker (Høyre), Minister und Wirtschaftsmanager
- Rostoker, Norman (1925–2014), kanadischer Physiker
- Rostollan, Louis (1936–2020), französischer Radrennfahrer
- Rostollan, Thomas (* 1986), französischer Straßenradrennfahrer
- Rostom, Hichem (1947–2022), tunesischer Film- und Theaterschauspieler
- Rostom, Hind (1929–2011), ägyptische Filmschauspielerin
- Roston, Jacques (1874–1947), Polyglott, Übersetzer und Sprachlehrer
- Rostoptschin, Fjodor Wassiljewitsch (1763–1826), russischer General und Minister
- Rostoptschina, Jewdokija Petrowna (1812–1858), russische Übersetzerin, Dramaturgin, Schriftstellerin und Lyrikerin
- Rostorozki, Igor Dmitrijewitsch (* 1962), russisch-sowjetischer Ringer
- Rostoski, Otto (1872–1962), deutscher Internist
- Rostosky, Carl Oswald (1839–1868), deutscher Tiermaler, Holzschneider und Illustrator
- Rostosky, Gertraud (1876–1959), deutsche Malerin
- Rostosky, Gustav (1839–1898), deutscher Unternehmer und sächsischer Politiker, Mitglied der Ständeversammlung (Landtag) des Königreichs Sachsen
- Rostoványi, Zsolt (* 1952), ungarischer Ökonom und Rektor der Corvinus-Universität Budapest
- Rostovtzeff, Michael (1870–1952), russisch-amerikanischer AlthistorikerMichael Rostovtzeff (1870–1952)

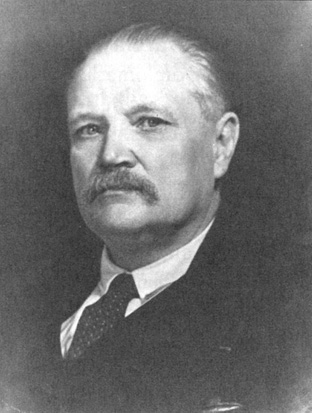
Michael Rostovtzeff (1870–1952)

- Rostow, Eugene V. (1913–2002), US-amerikanischer Rechtswissenschaftler und Autor
- Rostow, Walt Whitman (1916–2003), US-amerikanischer Ökonom, Wirtschaftshistoriker und Regierungsmitglied
- Rostowski, Jacek (* 1951), polnischer Wirtschaftswissenschaftler und Politiker
- Rostowzew, Pawel Alexandrowitsch (* 1971), russischer Biathlet
- Rostowzewa, Julija Wiktorowna (1972–2007), russische Biathletin
- Rostozki, Stanislaw Iossifowitsch (1922–2001), sowjetischer Filmregisseur und Drehbuchautor

### Rostr
- Rostron, Arthur (1869–1940), britischer Kapitän
- Rostropowitsch, Mstislaw Leopoldowitsch (1927–2007), russischer Cellist und DirigentMstislaw Leopoldowitsch Rostropowitsch (1927–2007)

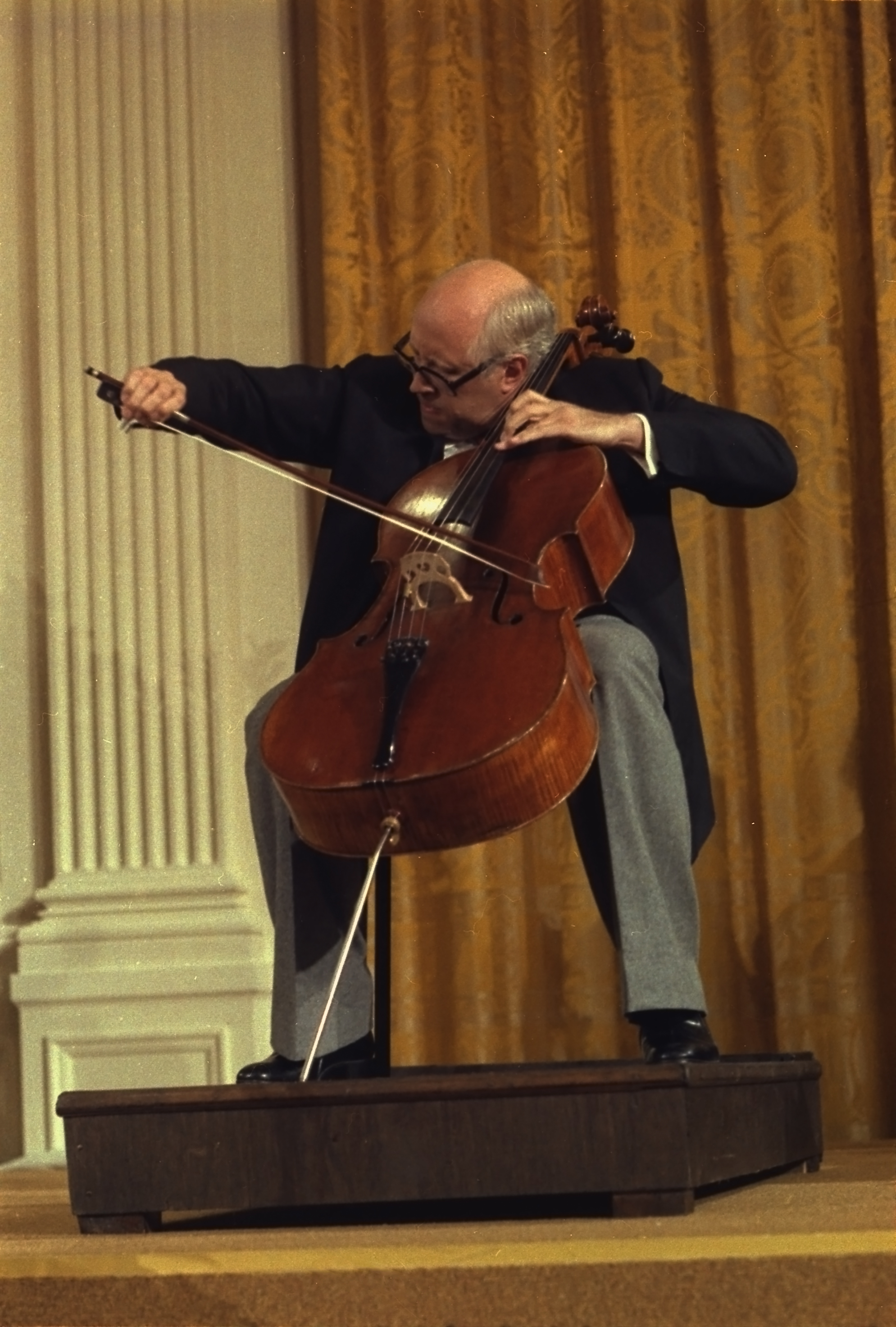
Mstislaw Leopoldowitsch Rostropowitsch (1927–2007)

- Rostrup, Ask (* 1966), dänischer Journalist, Moderator und Synchronsprecher
- Rostrup, Asmund (1915–1983), dänischer Schauspieler
- Rostrup, Egill (1876–1940), dänischer Schauspieler, Regisseur und Theaterintendant
- Rostrup, Hans (1937–2005), dänischer Schauspieler
- Rostrup, Jørgen (* 1978), norwegischer Orientierungsläufer
- Rostrup, Kaspar (* 1940), dänischer Schauspieler, Drehbuchautor und Regisseur
- Rostrup, Oda (1879–1955), dänische Stummfilmschauspielerin

### Rostv
- Rostvold, Bjarne (1934–1989), dänischer Jazzmusiker (Schlagzeug, Perkussion)

### Rostw
- Rostworowski, María (1915–2016), peruanische Historikerin
- Rostworowski, Michał Jan (1864–1940), polnischer Jurist, Richter am Ständigen Internationalen Gerichtshof (1931–1940)

### Rosty
- Rosty, Pál (1830–1874), ungarischer Geograph und Photograph
- Rostykus, Roman (* 1991), ukrainischer Leichtathlet